# Verneuil-Moustiers
Verneuil-Moustiers is een gemeente in het Franse departement Haute-Vienne (regio Nouvelle-Aquitaine) en telt 173 inwoners (1999). De plaats maakt deel uit van het arrondissement Bellac.

## Geografie
De oppervlakte van Verneuil-Moustiers bedraagt 20,4 km², de bevolkingsdichtheid is 8,5 inwoners per km².
De onderstaande kaart toont de ligging van Verneuil-Moustiers met de belangrijkste infrastructuur en aangrenzende gemeenten.

## Demografie
Onderstaande figuur toont het verloop van het inwonertal (bron: INSEE-tellingen).